# César Vega
César Javier Vega Perrone (Montevideo, 2 de setembro de 1959) é um ex-futebolista profissional uruguaio, que atuava como defensor.

## Carreira
César Vega fez parte do elenco da Seleção Uruguaia de Futebol da Copa do Mundo de 1986 